# Капућехаја
Капућехаја је представник валије или које друге високе установе код Високе порте у Турској царевини.
Капућехаја такође може бити највиши официр на царском двору у рангу аге.